# Pirassununga (tiểu vùng)
Pirassununga là một tiểu vùng thuộc bang São Paulo, Brasil. Tiều vùng này có diện tích 1740 km², dân số năm 2007 là 165846 người.